# Renkum (gemeente)
Renkum is een gemeente in de Nederlandse provincie Gelderland. De gemeente telt 31.419 inwoners (22 november 2024, bron: CBS) en heeft een oppervlakte van 47,12 km². De gemeente maakt deel uit van het samenwerkingsverband de Groene Metropoolregio Arnhem-Nijmegen, tot 2015 stadsregio Arnhem Nijmegen. 

## Kernen
Doorwerth, Heelsum, Heveadorp, Oosterbeek (gemeentehuis), Renkum en Wolfheze.

### Topografie
Topografische gemeentekaart van Renkum, per september 2022

## Gemeenteraad
Behaalde zetels per partij bij de gemeenteraadsverkiezingen sinds 1982:
| Gemeenteraadszetels           | Gemeenteraadszetels | Gemeenteraadszetels | Gemeenteraadszetels | Gemeenteraadszetels | Gemeenteraadszetels | Gemeenteraadszetels | Gemeenteraadszetels | Gemeenteraadszetels | Gemeenteraadszetels | Gemeenteraadszetels | Gemeenteraadszetels |
| Partij                        | 1982                | 1986                | 1990                | 1994                | 1998                | 2002                | 2006                | 2010                | 2014                | 2018                | 2022                |
| ----------------------------- | ------------------- | ------------------- | ------------------- | ------------------- | ------------------- | ------------------- | ------------------- | ------------------- | ------------------- | ------------------- | ------------------- |
| Gemeente Belangen             | 2                   | 2                   | 2                   | 2                   | 1                   | 4                   | 2                   | 2                   | 3                   | 4                   | 8                   |
| GroenLinks                    | -                   | -                   | -                   | 2                   | 2                   | 4                   | 4                   | 4                   | 3                   | 4                   | 5                   |
| D66                           | 1                   | 1                   | 3                   | 4                   | 2                   | 2                   | 1                   | 4                   | 5                   | 4                   | 3                   |
| VVD                           | 7                   | 6                   | 5                   | 5                   | 6                   | 4                   | 5                   | 5                   | 4                   | 4                   | 3                   |
| PvdA                          | 5*                  | 7                   | 6                   | 4                   | 5                   | 3                   | 6                   | 4                   | 3                   | 2                   | 3                   |
| CDA                           | 8                   | 7                   | 7                   | 6                   | 6                   | 6                   | 5                   | 4                   | 3                   | 2                   | 1                   |
| Partij Renkumse Dorpen        | -                   | -                   | -                   | -                   | -                   | -                   | -                   | -                   | 1                   | 3                   | -                   |
| Renkum Zelfstandig en Sociaal | -                   | -                   | -                   | -                   | -                   | -                   | -                   | -                   | 1                   | -                   | -                   |
| AOV/Unie 55+                  | -                   | -                   | -                   | -                   | 1                   | -                   | -                   | -                   | -                   | -                   | -                   |
| Totaal                        | 23                  | 23                  | 23                  | 23                  | 23                  | 23                  | 23                  | 23                  | 23                  | 23                  | 23                  |

- De PvdA deed in 1982 mee met een gemeenschappelijke lijst met de PPR.

## Geschiedenis

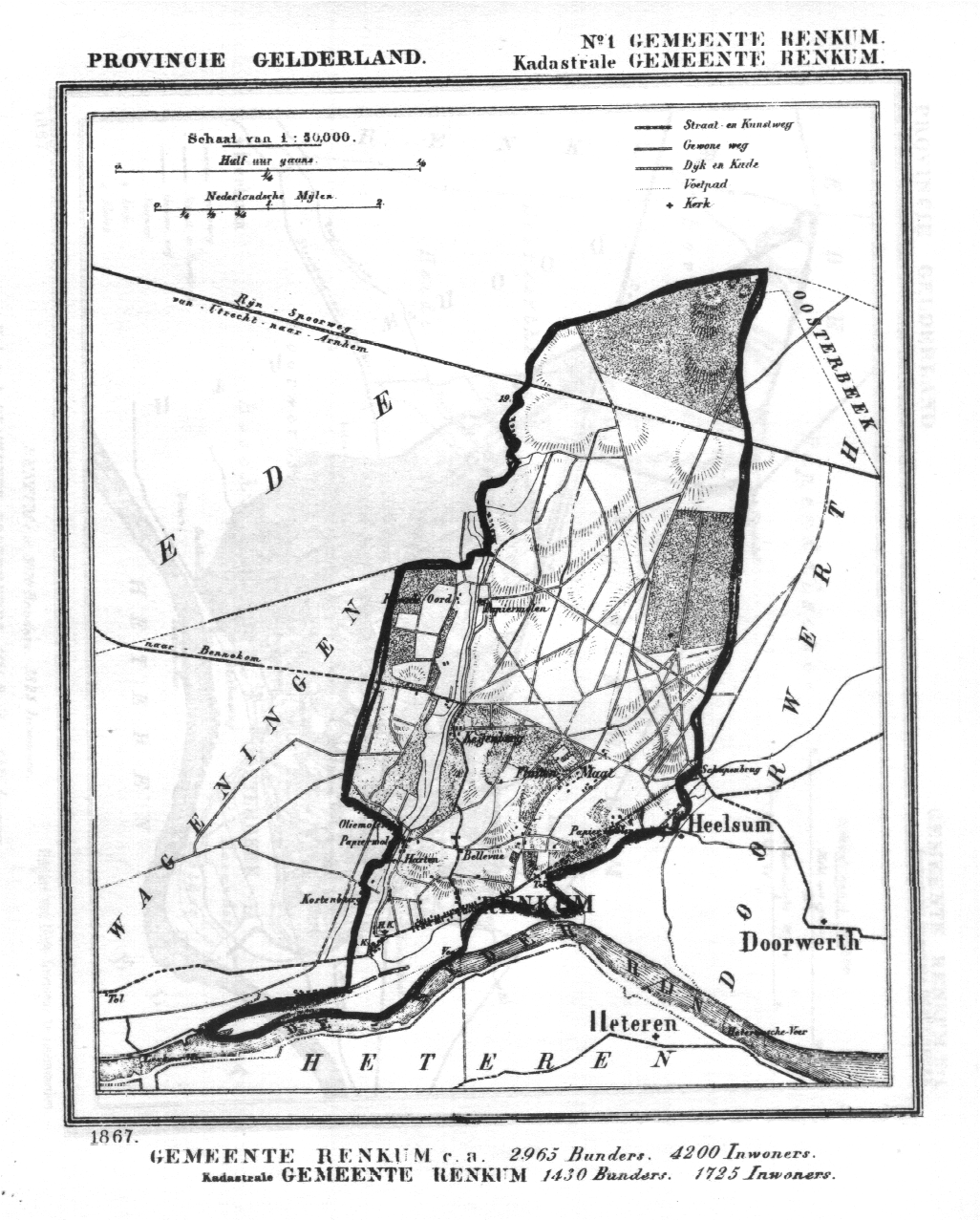
Kaart gemeente Renkum in 1867

Op 1 januari 1818 werd de gemeente Oosterbeek gesplitst in twee nieuwe gemeentes: Renkum en Doorwerth. Op 1 mei 1923 werd de gemeente Doorwerth opgeheven en bij Renkum gevoegd.
Aan het schoutambt Renkum, de feitelijke voorloper van de gemeente, was al in de zestiende eeuw het ambt Oosterbeek toegevoegd. De gemeente Doorwerth bestond uit het gelijknamige dorp en delen van Wolfheze en Heelsum. Heveadorp werd beschouwd als een wijk van Doorwerth. De gemeente Renkum bestond uit de dorpen Renkum en Oosterbeek en de overige delen van Wolfheze en Heelsum.
In 1928 werd een nieuw gemeentehuis in gebruik genomen. Dit ging tijdens de Slag om Arnhem door brand verloren. Het duurde tot 1966 voor het huidige gemeentehuis werd geopend.
In 2021 wordt Renkum de eerste smart city van Europa door het plaatsen van slimme lantaarnpalen die ook gebruikt kunnen worden voor het opladen van elektrische auto's. 

## Monumenten
In de gemeente zijn er een aantal rijksmonumenten, gemeentelijke monumenten en oorlogsmonumenten, zie:
- Lijst van rijksmonumenten in Renkum
- Lijst van gemeentelijke monumenten in Renkum
- Lijst van oorlogsmonumenten in Renkum

## Aangrenzende gemeenten
| Aangrenzende gemeenten | Aangrenzende gemeenten | Aangrenzende gemeenten | Aangrenzende gemeenten | Aangrenzende gemeenten |
| ---------------------- | ---------------------- | ---------------------- | ---------------------- | ---------------------- |
|                        |                        | Ede                    |                        |                        |
|                        |                        |                        |                        |                        |
| Wageningen             | Arnhem                 |                        |                        |                        |
|                        |                        |                        |                        |                        |
|                        |                        | Overbetuwe             |                        |                        |

## Foto's

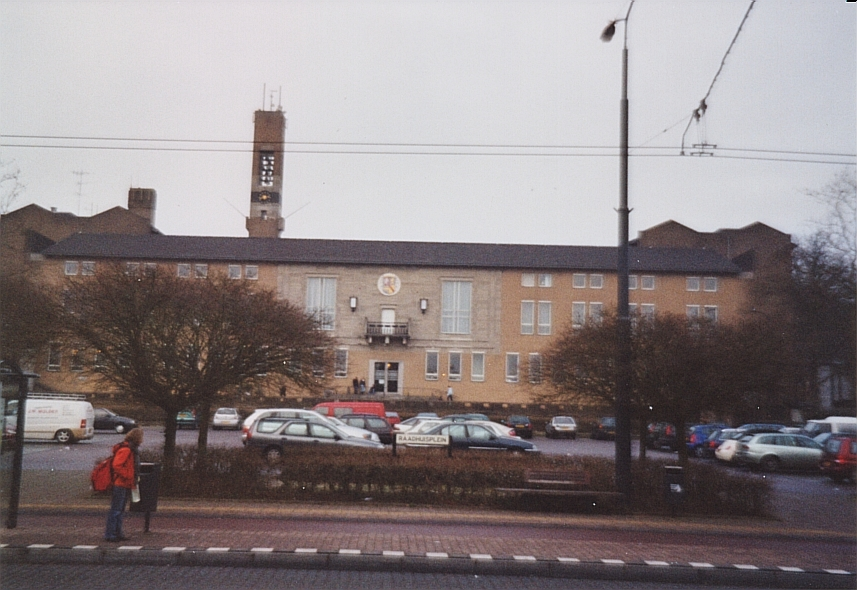
Het raadhuis in Oosterbeek
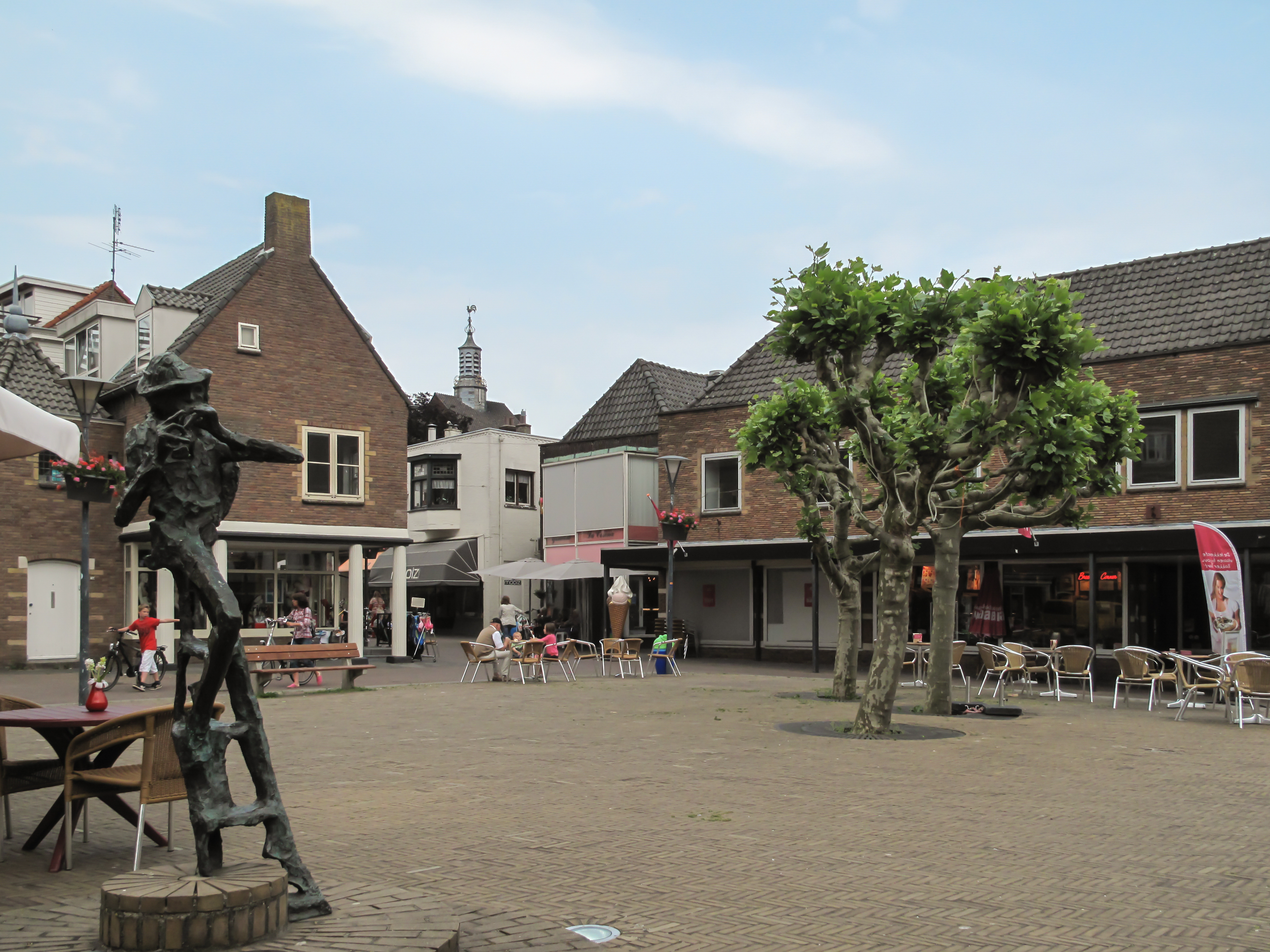
Renkum, straatzicht met kerktoren